# Bătălia de la Inkerman
Bătălia de la Balaklava, deși încheiată cu victoria aliaților franco-britanici, a demonstrat că aceștia nu au suficiente trupe pentru a încercui complet Sevastopolul și, în același timp, să facă față armatei prințului Alexandr Sergheevici Menșikov, care era o veșnică amenințare pe celălalt mal râului Cernaia.

## Prima fază a bătăliei de la Inkerman

Luptele campaniei din Crimeea

Pe 5 noiembrie 1854, rușii au lansat un atac violent pe flancul drept al pozițiilor aliate aflate la est de orașul asediat. Forțele atacatoare erau formate din unități de infanterie din Sevastopol  sprijinite de artileria din oraș și din unități din afara fortificațiilor, în total 42.000 de oameni și 134 de tunuri. Primul atac a fost dat asupra Diviziei a II-a britanică, cu un efectiv de 2.700 de oameni și 12 tunuri. Rușii au avansat pe două coloane, una atacând spre sud (generalul Soimonov), de-a lungul unei râpe adânci, cea de-a doua atacând dinspre râul Cernaia (generalul Paulov). Cele două coloane trebuiau să se unească pentru a ataca liniile britanice, copleșindu-le numeric și distrugându-le mai înainte ca rezervele aliate să poată sosi. 
Coloana care s-a deplasat dinspre râul Cernaia, urmând unul dintre ordinele date anterior de Menșikov, s-a deplasat pe latura nordică a râpei într-o formație care nu i-a permis să ocupe suficient spațiu pentru a se desfășura corespunzător. 
Divizia a II-a Britanică își avea dispozitivul de luptă pe crestele unui deal. Drumul poștal străbătea ținutul dinspre sud, urca peste deal și cobora într-o vale la nord, traversa o zonă accidentată denumită “Patru culmi”, mai înainte de a traversa râul Cernaia pe podul Inkerman. Pe malul nordic al râului se afla și satul Inkerman. Dealul pe care s-a aflat Divizia a II-a a fost botezat mai apoi “Muntele Inkerman”.
Britanicii construiseră un zid de apărare de-a latul drumului poștal, pe pantele de coborâre ale dealului spre Cernaia, întăritură numită simplu “The Barrier – bariera”. Pe partea răsăriteană a celor “Patru culmi”, cu fața la râul Cernaia, se afla o poziție de artilerie părăsită,  “Sandbag Battery – bateria sacului de nisp”. Atât “bariera” cât și poziția de artilerie părăsită aveau să fie scenele unor lupte violente, în special în a doua parte a bătăliei, la care au participat trupele care atacau dinspre Cernaia. Rușii care au atacat din Sevastopol au fost plasați pe poziții în zori. Era o dimineață cețoasă, negura acoperind râpele și văile, iar rușii au înaintat în liniște, ocupând poziții pe un deal (Dealul Scoicii) în față dealului ocupat de englezi (Muntele Inkerman). 
La răsăritul soarelui, toate clopotele bisericilor din Sevastopol au început să bată. Era duminică, dar clopotele nu băteau pentru slujbă, ci pentru încurajarea soldaților ruși. Trupele lui Soimonov au înaintat către Muntele Inkerman, 300 de oameni în prima linie și alți 6.000 de soldați în spatele lor, în coloane dese. Pe pantele nordice ale  dealului Scoicii rămăseseră în rezervă 9.000 de oameni.
Mai multe semnale îi alertaseră pe britanici în legătură cu iminența atacului rus, unul dintre acestea fiind luptele de recunoaștere, (cunoscute ca “Micul Inkerman”) purtate cu o zi după bătălia de la Balaklava. Britanicii amplasaseră pe direcția nord-vest, pe valea din fața unităților principale, pichete puternice cu efective uneori de mărimea unei companii. Aceste pichete au fost primele care au intrat în luptă cu coloanele atacatorilor ruși. 
Schimburile violente de focuri a fost semnalul care a dat de știre comandamentului englez că a început o acțiune de amploare a rușilor. 
Pennefather, comandantul britanic din zonă, un ofițer dispus să atace în orice condiții, a trimis toate unitățile Diviziei a II-a să răspundă atacului rus. Acțiunea sa s-a dovedit potrivită, în ciuda faptului că angaja un mic număr de britanici în luptă cu un adversarii care-I depășea cu mult din punct de vedere numeric. Artileria rusă de pe dealul Scoicii a deschis focula supra pozițiilor britanice de pe Muntele Inkerman. Tabăra englezilor a fost complet distrusă, dar bombardamentul nu a făcut nicio victimă, de vreme ce toți britanicii se mutaseră în vale. 
Infanteria rusă, avansând în coloane dense prin ceața purtată de vânt, au întâlnit soldații britanici dispuși în linii destul de dezordonate. Muschetele britanice încărcate cu gloanțe Minié s-au dovedit superioare la toate capitolele (distanță de eficacitate, precizie a tirului, fiabilitate în condiții de umiditate ridicată a mecanismului de dare a focului ) muschetelor rusești de model de dinaintea războaielor napoleoniene.  
Terenul în formă de pâlnie i-a împiedicat pe ruși să se desfășoare și să atace Muntele Inkerman pe un front larg. Prima coloană a rușilor a ieșit din “gâtul pâlniei” și a atacat flancul stâng al diviziei britanice. Regimentul britanic al 49-lea a tras o salvă în coloana rușilor și a atacat la baionetă, aruncându-i pe ruși înapoin până pe pantele de la baza Dealului Scoicii. 
Al doilea atac asupra flancului stâng al Diviziei a II-a a fost dat de o coloană a rușilor mult mai puternică, în frunte cu generalul Soimonov. Contraatacul englezilor i-a obligat pe ruși să se retragă, printre cei căzuți în luptă fiind și generalul Soimonov. O altă coloană formată din marinari ruși, care avansa din râpe, a fost respinsă. 
Restul primei linii ruse a avansat către “barieră”. Ei au intrat sub focul artileriei britanice, după care au fost atacați și respinși de pichetele aflate în zonă și de companii ale regimentului al 49-lea. 
Primul  atac al rușilor fusese un eșec.  Unele dintre regimentele ruse care atacaseră la începutul bătăliei erau așa de puternic lovite, pierduseră așa de multi ofițeri, încât nu au mai putut fi reconstituite și nu au mai luat parte la război. În ciuda faptului că lupta fusese foarte dură, a doua fază a luptei a fost de o violență incomparabilă mai mare.

## A doua fază a bătăliei de la Inkerman

Bătălia de la Inkerman

A doua fază a bătăliei a fost declanșată odată cu sosirea pe câmpul de luptă a coloanei comandate de generalul Paulov. Trupele rusești au înaintat de pe pozițiile de peste râul Cernaia, de-a lungul drumului poștal, spre partea nordică și nord-estică a Muntelui Inkerman. Cel mai fierbinte punct al luptei a devenit “bariera” și creasta dealului care o domina. 
Linia de atac a lui Paulov se întindea de la drumul poștal până la bateria părăsită. În timp ce rușii avansau, 300 de englezi au sărit peste zidul “barierei”  și au atacat la baionetă. După o luptă crâncenă, prima linie a rușilor a trebuit să se retragă la baza pantei. Pozițiile britanice au fost din nou atacate de cinci batalioane ruse, dar englezii au contraatacat, împingându-i pe ruși până pe malurile râului Cernaia.
Generalul rus Dannenberg a preluat comanda trupelor lui Paulov și a rezervelor lui Soimonov și a repornit atacul asupra Muntelui Inkerman. Între timp, trupele britanice fuseseră întărite prin sosirea Brigăzii de Gardă din tabără și a divizie a 4-a din sud. “Bariera” a fost cucerită de ruși, numai pentru a fi recucerită de britanici, care nu au mai cedat controlul întăriturii pentru tot restul bătăliei, în ciuda atacurilor hotărâte și repetate a trupelor generalului Dannenberg. Bateria părăsită fusese apărată la început de 700 de britanici, cărora le venise în ajutor încă 1.300 din rezerve. Rușii atacaseră poziția cu 7.000 de soldați. Bateria a fost cucerită, pierdută și recucerită de mai multe ori de-a lungul unor lupte extrem de sângeroase.
Britanicii au primit noi întăriri în cele din urmă și au atacat cu 400 de oameni în zona în care se părea că a apărut o spărtură în flancul rusesc. Deși luați la început prin surprindere, rușii au rezistat atacului, au ucis pe ofițerul comandant al britanicilor și i-au împrăștiat pe atacatori. Acest atac britanic victorios la începutul a avut, din nefericire pentru restul camarazilor lor, un efect de încurajare, alte unități engleze rupând frontul și atacând în josul dealului, dându-le posibilitatea rușilor să-i înconjoare prin flanc și să ocupe creasta dealului. Situația a fost repusă suB control de-abia la venirea trupelor proaspete franceze, care i-au atacat pe ruși din flanc, alungându-i de pe deal. În tot acest timp, un regiment britanic a apărat cu succes “bariera” și drumul poștal, în ciuda faptului că fuseseră de mai multe ori încercuiți de ruși. 
Ruși au organizat un nou atac dinspre râpe, spre flancul stâng al Diviziei a II-a, cu un al doilea atac al “muntelui Inkerman”, efectuat prin ocolirea “barierei”. Deși rușii au reușit să ajungă până pe creasta dealului, francezii, englezii și rezervele aliate  proaspăt venite în luptă i-au respins din nou pe atacatori. 
În tot timpul acelei zile, tunurile rușilor de pe Dealul Scoicii au asigurat un sprijin substanțial pentru infanteria lor. Spre sfârșitul bătăliei, două tunuri moderne de calibru mare au fost trimise de Lord Raglan din pozițiile din jurul Sevastopolului și au fost împise cu mâinile până pe culmea “muntelui Inkerman”. Aceste două turnuri, ajutate de bateriile de camp au copleșit artileria rusă, ai cărei tunari neprotejați de întărituri, au fost uciși sau răniți de pușcașii englezi înarmați cu arme cu bătaie lungă. Trupele rusești sa-u retras fără să reușească să atingă obiectivele inițiale. 
Regimentele britanice epuizate, alături de camarazii lor francezi, au părăsit victorioase câmpul de luptă îndreptându-se către pozițiile din jurul Sevastopolului asediat sau în tabere, lăsând în urmă mormane de cadavre, în special în zona “barierei” și a bateriei părăsite de artilerie.

## Urmări
În lupte au căzut 2.357 de britanici, 929 de francezi și aproximativ 12.000 de ruși. Atacul rușilor, deși s-a dovedit a fi un eșec, a îndepărtat pentru o vreme presiunea exercitată asupra Sevastopolului, a asigurat condițiile pentru organizarea unei mai bune apărări a orașului, ceea ce a dus la prelungirea asediului cu doi ani.  Pe 14 noiemmbrie 1854, o furtună foarte violentă a lovit Crimeea, devastând taberele aliaților și scufundând mai multe corabii engleze și franceze. Numeroase provizii de alimente, medicamente și echipament de iarnă s-au scufundat, mulți marinari înecându-se de asemenea. 